# Lucas González
Lucas González (Mendoza, 1 de abril de 1819 - Nápoles, 9 de mayo de 1908) fue un político y economista argentino, ministro de Hacienda de los presidentes Bartolomé Mitre y Nicolás Avellaneda, y ministro de Relaciones Exteriores del mismo Avellaneda.

## Biografía
Se recibió de abogado en la Universidad de Chile. De regreso a Mendoza, fue legislador y secretario de hacienda. En 1862 fue elegido senador nacional y acompañó la política del presidente Bartolomé Mitre. Este lo nombró Ministro de Hacienda en septiembre de 1863, para suceder a Dalmacio Vélez Sarsfield; ocupó ese cargo hasta el final del mandato de Mitre, a fines de 1868. Su gestión se limitó a conseguir financiación internacional por medio de créditos para sostener las guerras civiles y la guerra del Paraguay.
Volvió a ocupar una banca en la Cámara de Diputados hasta 1875, en que volvió a ocupar el Ministerio de Hacienda en la gestión de Nicolás Avellaneda. Lo hizo en medio de una crisis económica y financiera muy profunda; cuando dejó el cargo, a mediados del año siguiente, la situación económica general había mejorado, pero las finanzas de la Nación seguían sin encontrar su rumbo.
En octubre de 1879, el presidente Avellaneda lo volvió a llamar, para dirigir el Ministerio de Relaciones Exteriores y Culto. Su gestión no se destacó en ningún aspecto particular. Renunció durante la crisis del año siguiente, causada por la revolución de Carlos Tejedor, para no firmar decretos que atacaran la figura de Mitre.
Posteriormente se dedicó a las finanzas y fue gerente del Ferrocarril Central Entrerriano. Tras la crisis de 1890 se instaló en Italia, donde falleció en 1908. Su amigo Victorino de la Plaza repatrió sus restos.

## Homenajes
- Una localidad de Entre Ríos lleva su nombre.